# 巴兰克
巴兰克（法語：Barinque，法語發音：[baʁɛ̃k]）是法国大西洋比利牛斯省的一个市镇，位于该省东北部，属于波城区。

## 地理
巴兰克（43°24'25"N, 0°16'19"W）面积9 平方千米，位于法国新阿基坦大区大西洋比利牛斯省，该省份为法国东南部省份，涵盖了贝阿恩与北巴斯克，西临大西洋比斯開灣，北至朗德省，东北接热尔省，东临上比利牛斯省，南与西班牙接壤。
与巴兰克接壤的市镇（或旧市镇、城区）包括：圣阿尔穆、阿诺斯、贝尔纳代茨、埃斯库贝斯、伊盖尔-苏伊、拉斯克拉沃里、里于佩鲁斯、塞维尼亚克。
巴兰克的时区为UTC+01:00、UTC+02:00（夏令时）。

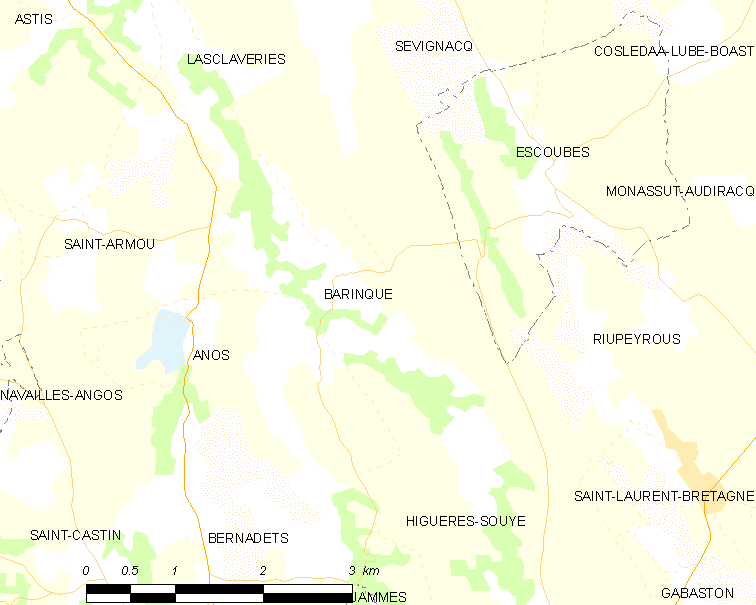
巴兰克的OSM定位图

## 行政
巴兰克的邮政编码为64160，INSEE市镇编码为64095。

## 政治
巴兰克所属的省级选区为莫尔拉斯与蒙塔内雷斯地区县。

## 人口

1962-2008年间巴兰克人口变化图示

巴兰克于2022年1月1日时的人口数量为584人。